# Ziziphus mucronata
Ziziphus mucronata là một loài thực vật có hoa trong họ Táo. Loài này được Willd. miêu tả khoa học đầu tiên năm 1809.

## Hình ảnh

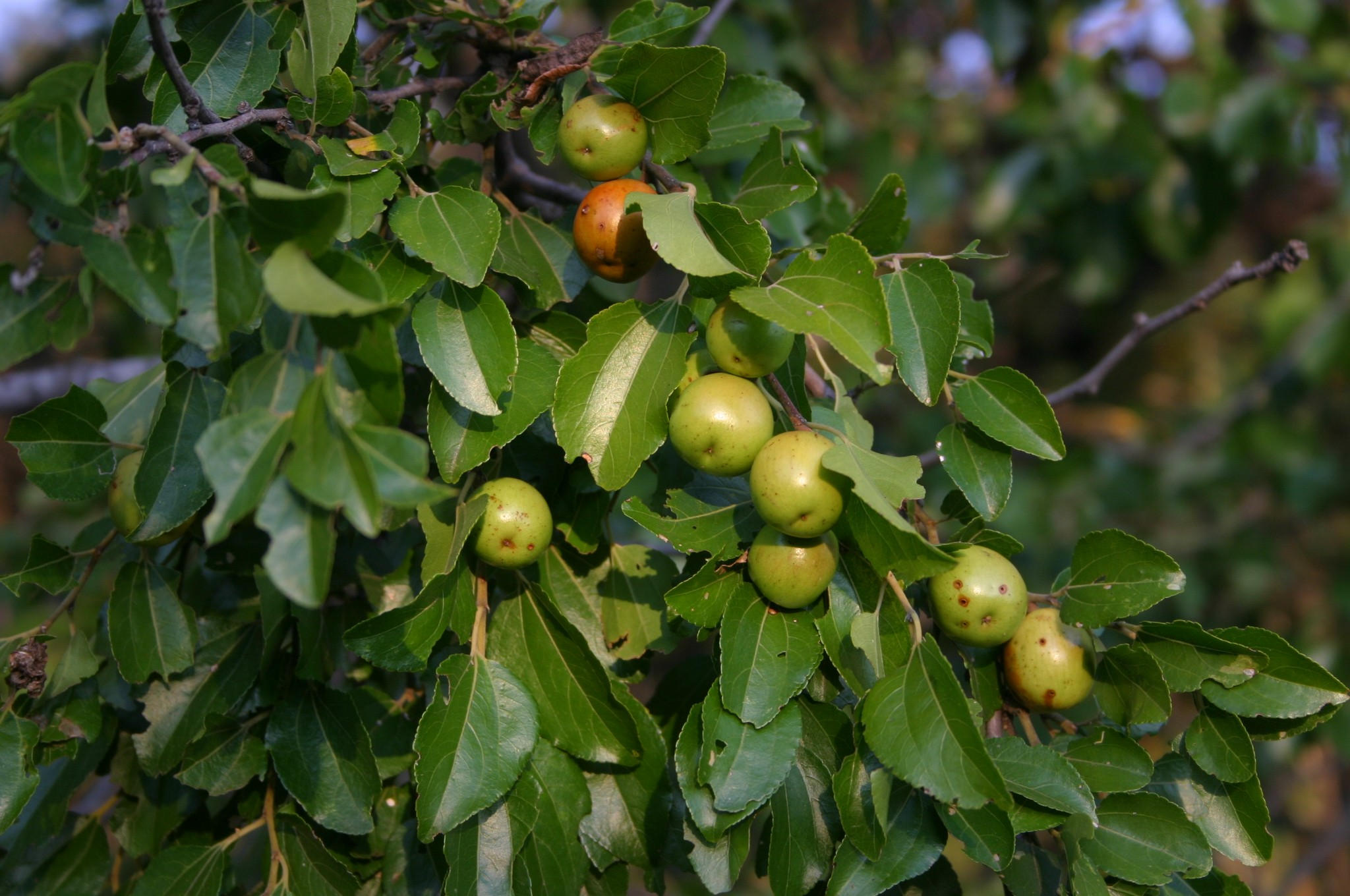
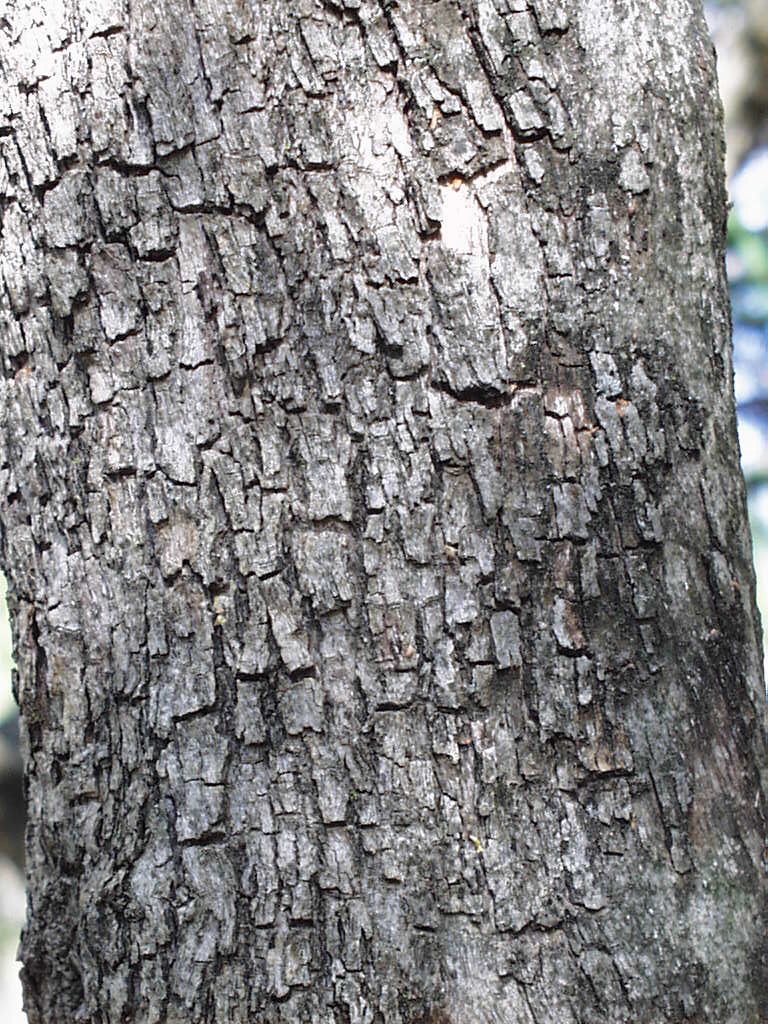
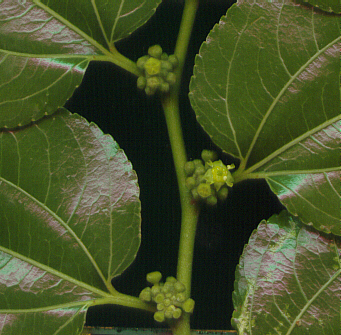
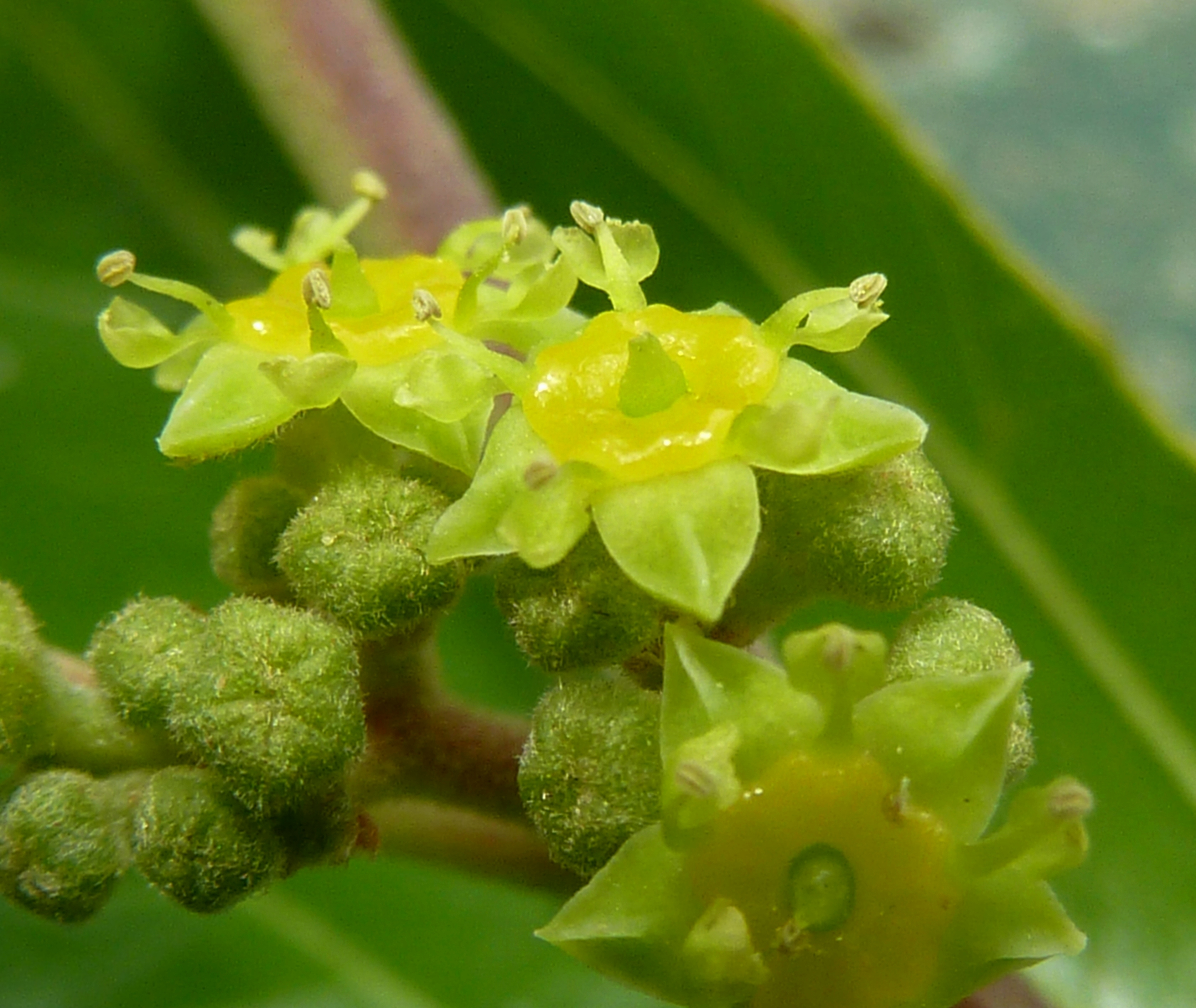